# Siczowa Rada

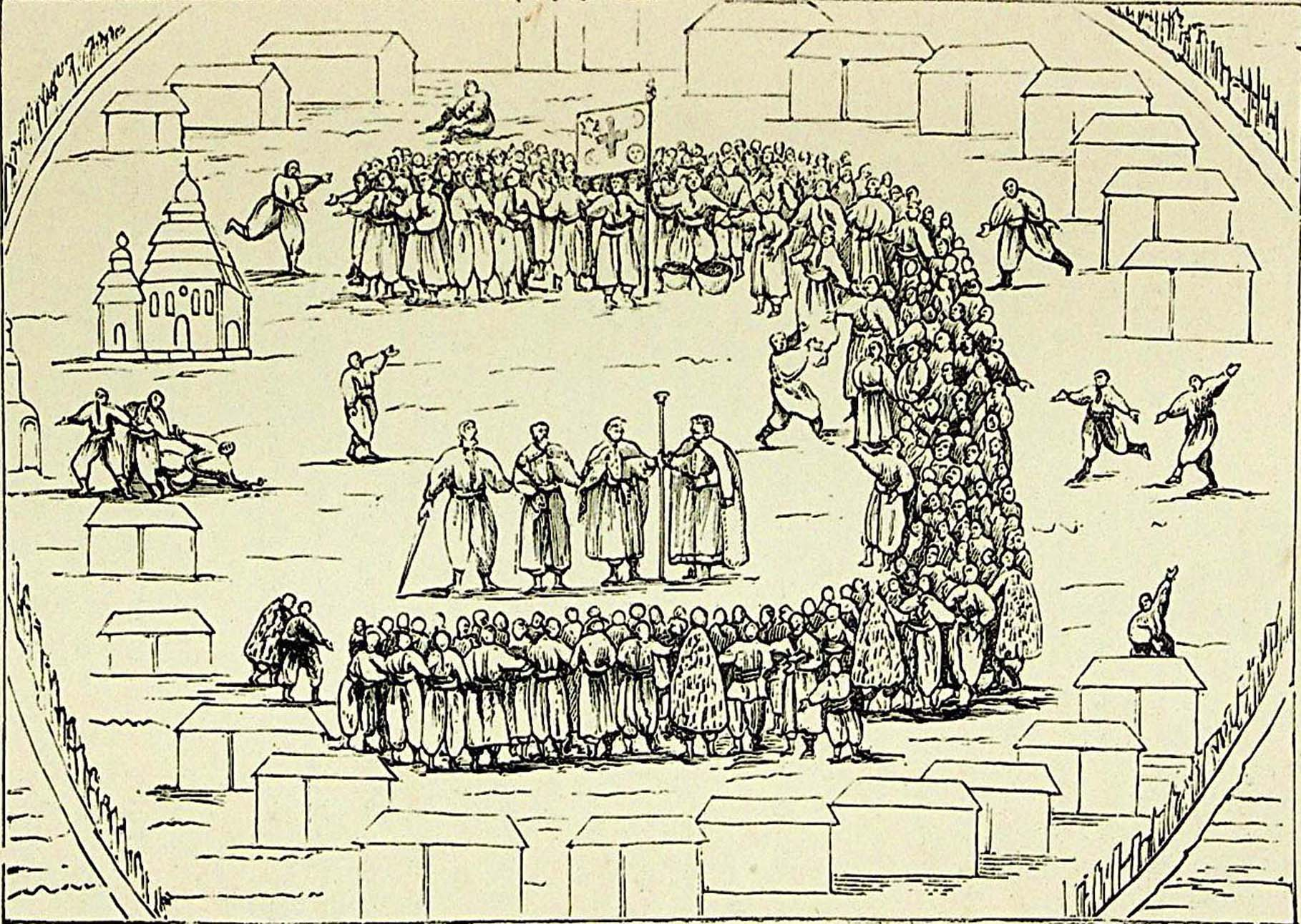
Rada Siczy Zaporoskiej

Siczowa Rada (ukr. Січова Рада, Siczowa Rada) była najważniejszym organem władzy kozaków zaporoskich mieszczącą się w Siczy Zaporoskiej. Była też nazywana Wojskową Radą. Instytucja ta, wybierana w ramach demokracji bezpośredniej, sprawowała władzę sądowniczą, ustawodawczą i wykonawczą.